# Ascario (obispo de Braga)

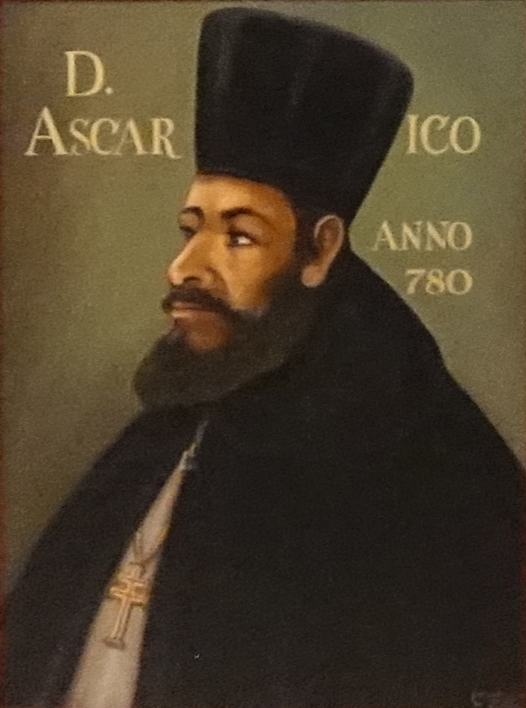
Ascarico de Braga

Ascario, Ascaricus o Ascarico, obispo de Braga. Aparece mencionado en la epístola III del papa Adriano I como uno de los autores del adopcionismo durante el 786. Vivió en el siglo VIII. Se conserva una carta que escribió a Tuseredo y dedicó también un poema a la misma persona elaborado con frases de la Hamartigenia de Prudencio de Calahorra y del Carmen paschale de Celio Sedulio.

## Contexto histórico
Ascario es conocido sobre todo por su adhesión a las tesis adopcionistas de Elipando de Toledo y Félix de Urgel. El adopcionismo es una variante cristológica cuyo origen se remonta a los primeros siglos del cristianismo. Como tesis, defiende que Jesús de Nazaret fue hijo de Dios por naturaleza e adoptivo por humanidad.
El arrianismo y el nestorianismo son manifestaciones de dicha doctrina, muy conocida en oriente, pero algo exótica en occidente. Sus detractores fueron Alcuino de York y el Beato de Liébana.